# Leandro Freire de Araújo
Leandro Freire de Araújo (* 21. August 1989 in Presidente Prudente), auch einfach nur Freire genannt, ist ein brasilianischer Fußballspieler.

## Karriere
Leandro Freire de Araújo stand bis 2010 beim União São João EC im brasilianischen Araras unter Vertrag. Von hieraus wurde er an den Paulista FC, Paraná Clube und Sport Recife ausgeliehen. Über den Botafogo FC (SP) aus Ribeirão Preto wechselte er im Juli 2010 nach Portugal. Hier unterschrieb er einen Vertrag bei Vitória Guimarães. Der Klub aus Guimarães spielte in der ersten Liga, der Primeira Liga. Mit Vitória gewann er 2013 den portugiesischen Pokal, den Taça de Portugal. Das Finale gegen Benfica Lissabon gewann der Klub mit 2:1. Nach 40 Erstligaspielen wechselte er Anfang 2014 zum Ligakonkurrenten Nacional Funchal nach Funchal. Von April 2014 bis Dezember 2014 wurde er nach Kasachstan zu Ordabassy Schymkent ausgeliehen. Mit dem Verein aus Schymkent spielte er 28-mal in der ersten Liga, der Premjer-Liga. Nach der Ausleihe kehrte er nach Funchal zurück. Im Juli 2015 zog es ihn nach Zypern, wo er einen Vertrag bei Apollon Limassol in Limassol unterschrieb. 2016 gewann er mit Apollon den Pokal. Das Endspiel gegen Omonia Nikosia gewann man mit 2:1. Für Apollon absolvierte er 33 Ligaspiele. Mitte 2016 ging er wieder nach Portugal. Hier schloss er sich bis zum Jahresende dem Erstligisten GD Chaves aus Chaves an. Anfang 2017 ging er nach Asien. In Japan unterschrieb er einen Vertrag beim Erstligaaufsteiger Shimizu S-Pulse in Shimizu. Für S-Pulse spielte er 40-mal in der ersten Liga, der J1 League. 2019 verpflichtete ihn Ligakonkurrent Shonan Bellmare. Für den Verein aus Hiratsuka spielte er 16-mal in der ersten Liga. V-Varen Nagasaki, ein Zweitligist aus Nagasaki, nahm ihn Anfang 2020 unter Vertrag. Für V-Varen absolvierte er 36 Zweitligaspiele. Im Januar 2022 ging er in die dritte Liga. Hier schloss er sich in Gifu dem FC Gifu an.

## Erfolge
Vitória Guimarães
- Taça de Portugal: 2013

Apollon Limassol
- Zyprischer Fußballpokal: 2016